# 纳瓦拉的玛格丽塔

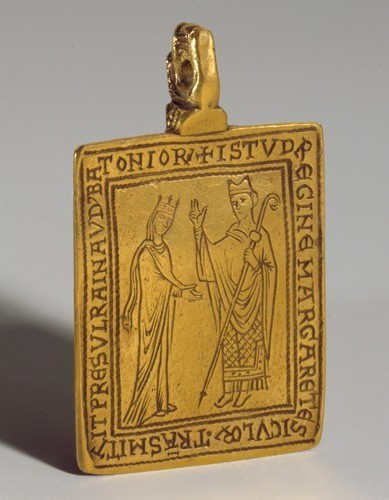
描绘玛格丽特从巴思主教雷吉纳尔德处收到托马斯贝克特遗物作为礼物的吊坠，约1177年

纳瓦拉的玛格丽塔（1135年—1183年8月12日），作为古列尔莫一世的妻子，她是古列尔莫一世年间（1154－1166年）王后，及其子幼主古列尔莫二世的摄政。

## 王后
玛格丽塔是纳瓦拉国王加西亚·拉米雷斯和莱格勒的玛格丽特的女儿。她在1149年晚春启程与古列尔莫成婚，告别了父亲和兄弟姐妹，从此再未见到他们。当时古列尔莫作为西西里王国鲁杰罗二世的第四个儿子，只是一位王子，但已经是鲁杰罗二世唯一的合法后裔。据帕勒莫档案管理员伊西多罗·拉鲁米亚说，她晚年“依然美丽、骄傲、轻盈”。
在她丈夫统治期间，玛格丽塔经常被国王忽视，国王并不特别喜欢她，当然也不爱她，他大部分时间都不在宫廷里，而是经常去拜访他的许多女眷。但是，回想起来，她被认为比他更坚强，更善于管理，而且有好几次当他习惯于被动时说服他采取行动。她迷恋国王的海军上将巴里的马乔尼，也可能彼此迷恋，他们经常联合起来试图策反君主政体的反对者，尽管她曾经在一次叛乱中与三个儿子中的两个一同被马特奥·博内洛扣押，在那次叛乱中，她的长子在乱中被杀。

## 摄政
古列尔莫的遗嘱是长子继其位，次子继承卡普亚亲王国。这在古列尔莫二世加冕当天得到执行，玛格丽塔宣布全国大赦，对象包括先前因参与叛乱被放逐的内侄坦克雷迪等。这位新的摄政还撤销了她已故丈夫最不受欢迎的行为：向反叛城市征收赎金。玛格丽塔的第一道命令是任命一个强有力的人来填补海军上将的空缺（马乔尼已经去世）。她提拔了由穆斯林改宗的、宦官海军中校皮耶特罗，这让许多出身高贵的贵族或王室至交非常恼火。
太后不信任土生土长的贵族，于是写信给她的表舅鲁昂大主教罗特鲁，请他派她母族的一位法国亲戚来帮助她执政。她已经在南方的表兄格拉维纳伯爵吉尔伯特是皮耶特罗的敌人，根据乌戈·法尔坎杜斯的说法，他强烈反对他表妹的政府。
正是在这次朝廷和贵族关系破裂期间，皮耶特罗叛逃到突尼斯，重新皈依伊斯兰教。因此，玛格丽特被迫将她叛逆的表兄吉尔伯特任命为阿普利亚和坎帕尼亚的督军，并派他去半岛准备抵御神圣罗马帝国皇帝腓特烈一世（绰号“巴巴罗萨”，意为红胡子）的即将入侵。在这个关头，王太后的声望在上述民粹主义早期行动的保障下已经大大减弱，她被街上称为“那个西班牙女人”。
在吉尔伯特前往阿普利亚后，玛格丽塔的弟弟罗德里戈来到了帕勒莫。罗德里戈将名字改成恩里克。人们普遍认为他是莱格勒的玛格丽特的私生子，加西亚国王从未承认他是自己的儿子。在他外甥未来的统治中，他注定是一个分裂和危险的人物。不过，这时玛格丽塔把他带到了阿普利亚，封为蒙特斯卡廖索伯爵。令她高兴的是，一个更对她有利的族人几乎同时到来。鲁昂的罗特鲁曾将她的请求转达给表弟珀尔谢的埃蒂安。埃蒂安当时正和由37名骑士组成的随从出发参加十字军东征。他决定先在帕勒莫停留。他被说服留下，并于1166年11月被任命为宰相。同样到来的还有布卢瓦的皮埃尔、吉约姆兄弟、瓜尔铁罗·米尔，瓜尔铁罗和皮埃尔都是古列尔莫二世的老师。
1167年，玛格丽塔尽力向被围困在罗马的教宗历山三世提供援助（以金钱的形式），然后反对他们的共同敌人巴巴罗萨皇帝。然而，在那年秋天，她犯了一个可怕的错误。帕勒莫大主教空缺，她任命埃蒂安担任。这样一来，不仅是贵族，连神职人员都鄙视摄政王太后，尽管人民还是很喜欢她。她的弟弟恩里克也同时来到西西里，并制造了新的麻烦，指责王后被她的情人莫利塞伯爵里卡多迷住了。毫无疑问，这些由他的朋友捏造的指控是完全错误的。他的朋友们很快就说服他把矛头指向被控乱伦但其实和莫利塞的里卡多一样无辜的埃蒂安。围绕着恩里克酝酿着一场大阴谋，但埃蒂安动作太快，危险也随之扩散，玛格丽塔最终说服（即贿赂）恩里克离开西西里而回到西班牙。玛格丽塔称埃蒂安为弟弟，说话太过亲密，看他时眼神热切，西西里人担心他们之间有恋情。
1168年，有关反抗纳瓦拉和法国朝臣的叛逆封臣的事件达到高潮。另有传言古列尔莫被谋杀、埃蒂安计划让兄弟娶古列尔莫的姑妈、因为被预言“她的婚姻会毁了西西里”而从小作为修女被关在至圣救主堂的科斯坦察公主以宣称王位，尽管古列尔莫的弟弟恩里科仍然在世。埃蒂安被迫离开。随后格拉维纳的吉尔伯特也被放逐了。1169年，皮埃尔也离开西西里岛。
玛格丽塔现在没有任何亲戚来保护她的儿子和对西西里的监护权了：政府已经被从她手中夺走了。她向大主教区抗议她表舅的被废，并写信给教宗和坎特伯雷大主教托马斯·贝克特，请求他们协助复立她的宠臣，但历山没有给她任何帮助，托马斯也几乎没有提供实际帮助。她事实上的摄政在这时结束，尽管直到她儿子在1171年成年她仍是法定摄政。

## 遗产

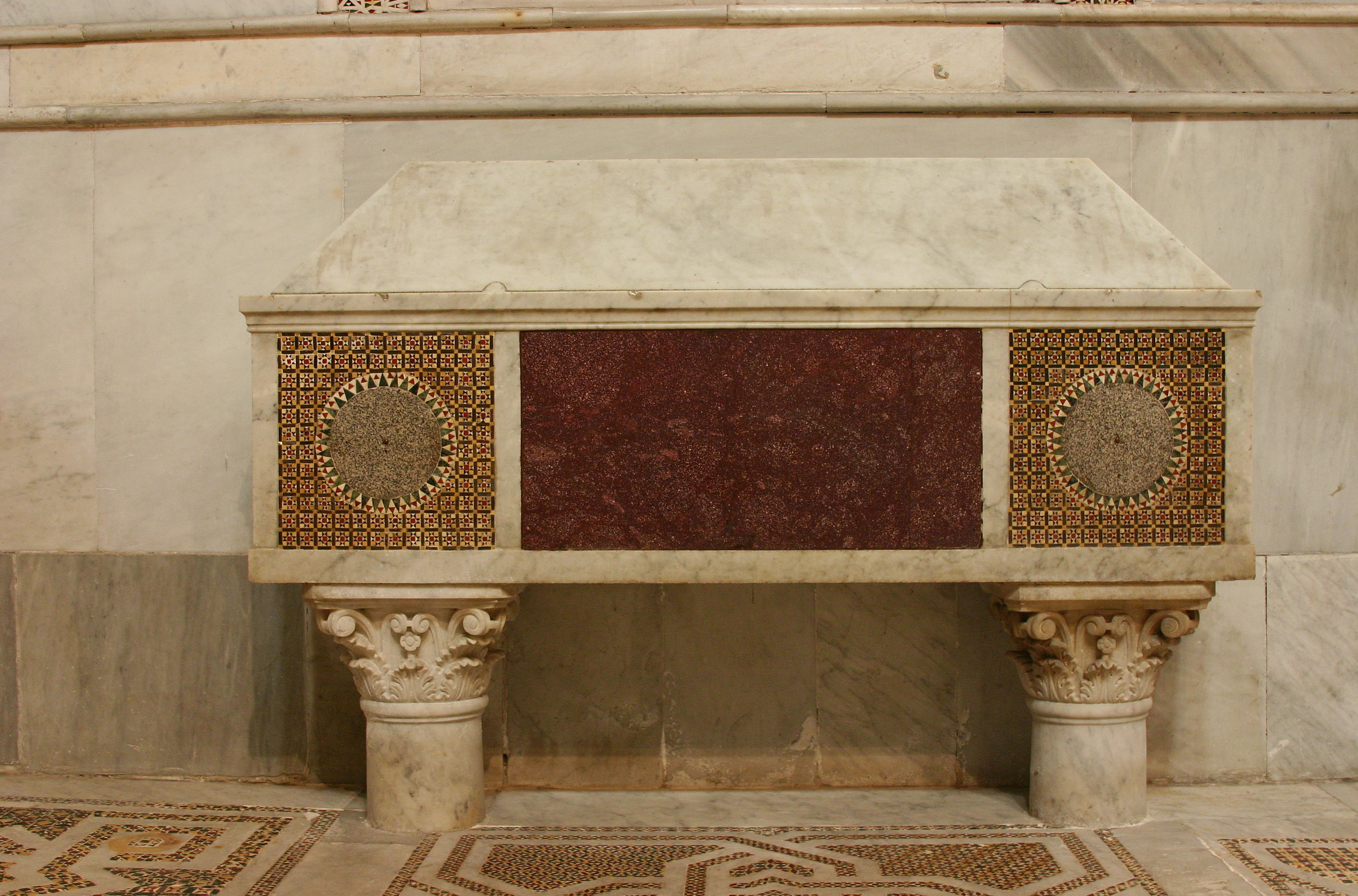
玛格丽塔在蒙雷阿莱主教座堂的坟墓

玛格丽塔直至1183年才去世，捐赠了马尼亚克的圣母玛利亚遗址上的一座乔治·马尼亚克在一个多世纪前建造的本笃会修道院和罗伯特·吉斯卡尔在西西里的第一座城堡圣马科-达伦齐奥的一座教堂作为遗产。她被埋葬在帕勒莫的蒙雷阿莱主教座堂。
有趣的是她和托马斯·贝克特的通信。托马斯写信给她“我们欠你一份感激之情”以感谢她支持他反对英格兰国王亨利二世。托马斯还写信给帕勒莫宗座候选人的对手锡拉库萨主教里卡多·帕尔默，请求他致力于王后和埃蒂安的事。然而，比这两种互动都有趣的是现在放在纽约大都会艺术博物馆的金色吊坠。其上刻有铭文“ISTUD REGINE MARGARETE SICULORUM TRANSMITTIT PRESUL RAINAUDUS BATONIORIUM”，以及玛格丽塔和巴思主教雷吉纳尔德的肖像。
在一种基于早期史学的观点中，约翰·朱利乌斯·诺里奇称她“完全不适合执政”，但埃蒂安在他短暂的任期内取得的成功是不可否认的，她受到指责主要是因为她拒绝看到当地贵族对她的亲戚的不满。玛格丽塔的传记作者杰奎琳·阿利奥认为玛格丽塔在艰难的环境中有着称职的统治能力，认为她是诺曼-斯瓦本时代最伟大的西西里王后。在这位女王的第一本传记中，阿利奥将她描述为“多事的五年来欧洲最有权势的女性”和“中世纪西西里最重要的女性”。阿利奥认为后来成为执政女王的科斯坦察与玛格丽塔作为姑嫂彼此相识，在年轻时甚至可能模仿了玛格丽塔的“领导风格”，她们之间可能存在一种虽然脆弱的姐妹关系。（然而，玛格丽塔的幼子恩里科于1172年去世后，无论是否出自玛格丽塔的意愿，在玛格丽塔的余生中，作为古列尔莫唯一继承人的科斯坦察仍然被关在修道院里。）

## 家庭
她和古列尔莫一共有四个儿子：
- 阿普利亞公爵魯傑羅四世（英语：Roger IV, Duke of Apulia），先于他父亲去世[7]
- 羅貝托（英语：Robert (son of William I of Sicily)），先于他父亲去世[7]
- 古列爾莫二世，继承人[8]
- 卡普亞親王恩里科[7]

## 资料
- Alio, Jacqueline. . Trinacria, New York. 2016.
- Alio, Jacqueline. . Trinacria, New York. 2018.
- Huston, Emmaleigh. (2021). Power Through Patronage: Examining Margaret of Navarre's Political Influence Through Sicily's Cathedral of Monreale. (Publication No. 2679) [MA Thesis, University of Wisconsin-Milwaukee]. ProQuest Dissertations & Theses Global.
- Kleinhenz, Christopher (编). .  I:A–K. Taylor & Francis. 2004.
- Luscombe, David; Riley-Smith, Jonathan (编). . Cambridge University Press. 2004.
- Loud, Graham A.; Metcalfe, Alex (编). . Brill. 2002.
- Mallette, Karla. . University of Pennsylvania Press. 2005.
- Norwich, John Julius. The Kingdom in the Sun 1130–1194. Longman: London, 1970.

| 前任： 勒泰勒的碧翠丝 | 西西里王后 1154年2月26日 – 1166年5月7日 | 繼任： 西西里王后英格兰的琼 |